# Butia eriospatha
Butia eriospatha (sinonímia: Cocos eriospatha, Butia eriospatha subsp punctata, Syagrus eriospatha) é uma planta da família Arecaceae, conhecido comumente como butiá, butiá-da-serra, butiazeiro, butieiro, butiá-branco, butiá-veludo ou bútia-lanosa. Pode ser encontrado na região serrana dos estados do Paraná, de Santa Catarina e do Rio Grande do Sul no Brasil. Encontra-se vulnerável de acordo com a IUCN.